# Malus sikkimensis
Malus sikkimensis (traducció: pomera de Sikkim) és una pomera selvatge en forma d'arbre, originari de l'Himàlaia a Sikkim, Bhutan, Nepal, Xina, on es diu 锡金海棠 (xi jin hai dang) i Índia. És una espècie rara que només es troba en contra en poblacions isolades reculades a valls a un altitud de 2500 a 3000 metres. És amenaçada per la desforestació del seu hàbitat normal.

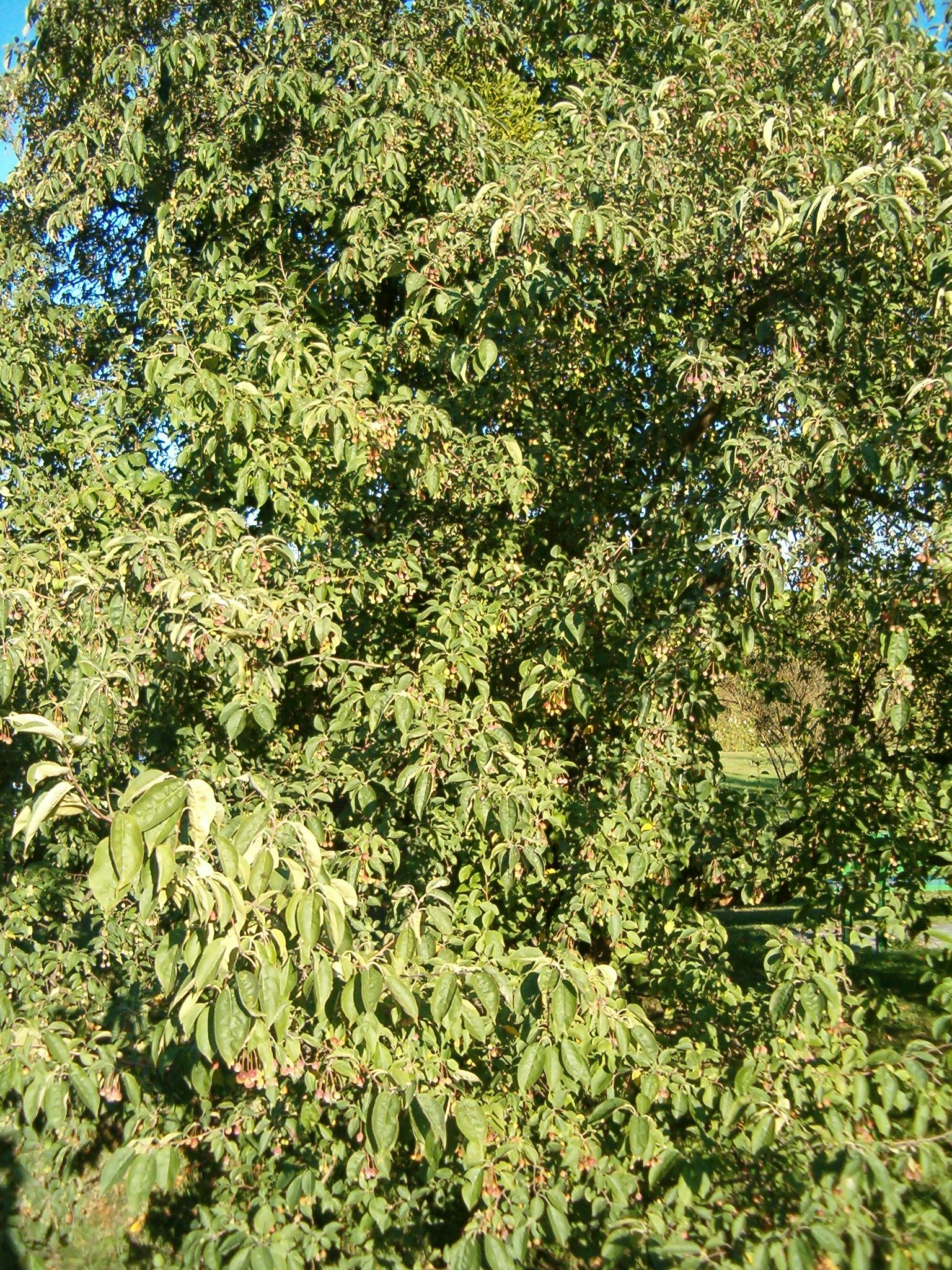
Malus sikkimensis al jardí botànic de Berlín

Ateny una altitud de sis a vuit metres. Té flors color rosa i blanc i fruites en forma de cerrera d'un vermell fosc. Les branques joves són de color vermell-maró, més tard es tornen negres.